# Egon Rieble
Egon Rieble (* 20. Mai 1925 in Rottweil; † 6. Juli 2016) war ein deutscher (sowohl hochsprachlicher als auch mundartlicher schwäbischer) Schriftsteller und Dichter.

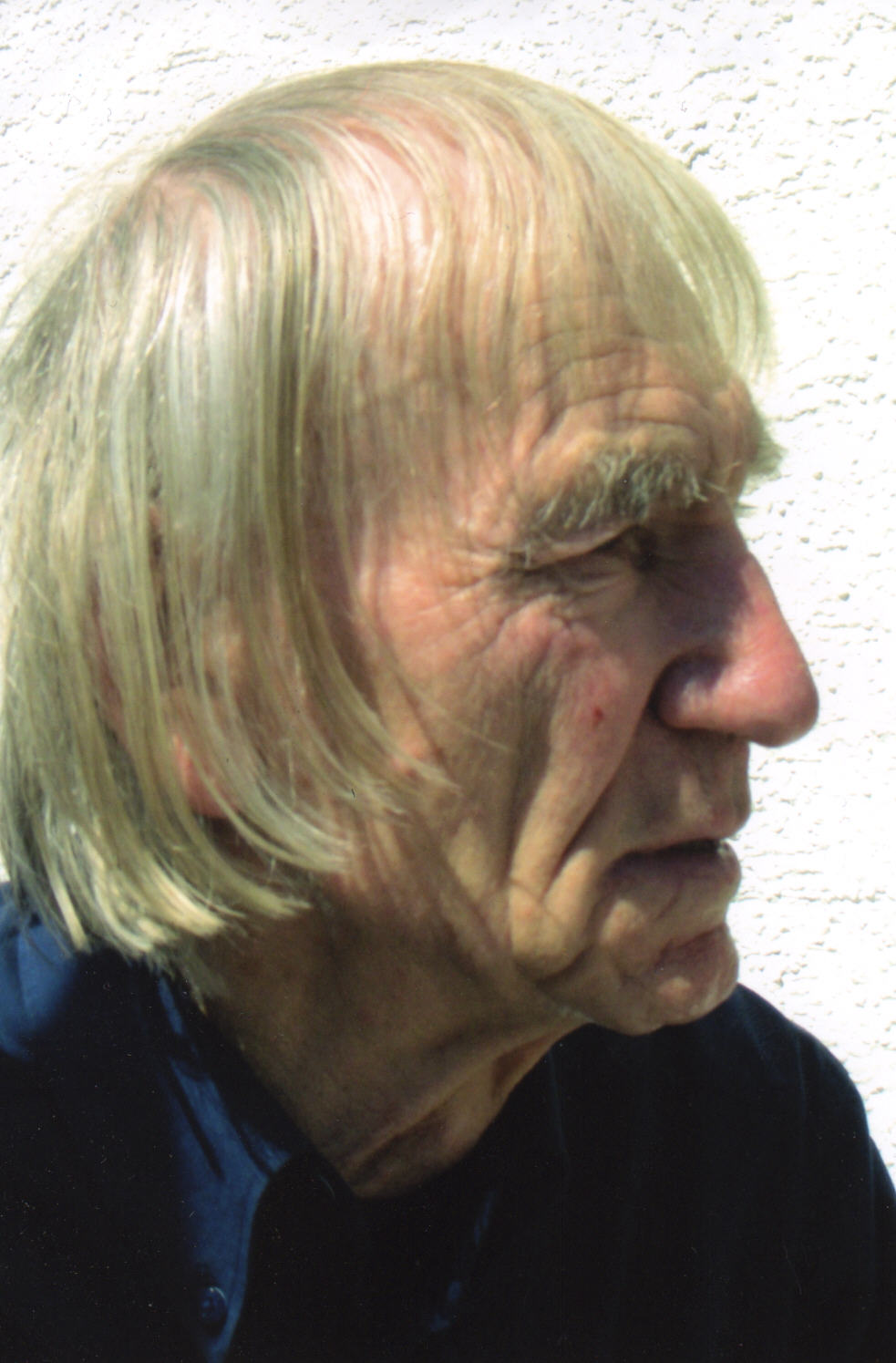
Egon Rieble um 2007

## Leben und Werk
Egon Rieble besuchte die Grundschule in Göllsdorf und anschließend das Gymnasium in Rottweil.
Mit 17 Jahren wurde er Soldat bei der Luftwaffe und wurde Flugzeugführer und Jagdflieger.
Nach dem Zweiten Weltkrieg legte er am Albertus-Magnus-Gymnasium in Rottweil das Abitur ab und studierte anschließend Germanistik, Kunstgeschichte und Philosophie an der Universität Tübingen. Bereits in dieser Zeit erschienen seine ersten literarischen Arbeiten.
Rieble wurde tätig als Lehrer, später als Kulturreferent des Landkreises Rottweil. 
Der Schwerpunkt des mundartlichen Schaffens lag für Egon Rieble bei der mundartlichen Lyrik.
Darüber hinaus verfasste er kunstgeschichtliche Sachbücher, sowie Kunst- und Literaturbeiträge in Zeitschriften, Rundfunk und Fernsehen, Anthologien und Lesebücher, Einführungen in Kunstausstellungen und Kataloge. Er leitete kunsthistorische Vorträge und Führungen mit dem Schwerpunkt sakrale Kunst und gibt Autorenlesungen.
Mit der Niederschrift der Lebensgeschichte seines Freundes, des Malers Wilhelm Kimmich, hat er sich auch als Biograph erfolgreich behauptet.
Egon Rieble war Mitglied im Verband deutscher Schriftsteller.

### Ausgewählte Werke
- Im Fadenkreuz der Sinne. Lyrikband im Neskeverlag, Überlingen 1968
- Wilhelm Kimmich. Der Maler des Schwarzwalds. Stuttgart 1982, ISBN 3-8062-0299-0
- Em Jesusle isch es langweilig. Mundartgedichte. 2. Auflage. Stuttgart 1979, ISBN 3-8062-0237-0 (mit Schallplatte)
- Dr oane geit’s dr Herr im Schlof. Mundartgedichte. Theiss, Stuttgart 1980, ISBN 3-8062-0265-6 (mit Schallplatte 33 UPM)
- Guck au, dr Gabriel. Theiss, Stuttgart 2003, ISBN 3-8062-1835-8
- D' Rottweiler Narra und Narra aus em Viererbund. T. Klimm, Zimmern o.R. 2009, ISBN 978-3-00-029413-6
- Vom Himmel ra. Heiligmäßiges und mäßig Heiliges. Silberburg-Verlag, Tübingen 2010, ISBN 978-3-87407-849-8
- Ortswechsel. Gedichte. T. Klimm, Zimmern o.R. 2011, ISBN 978-3-00-036769-4

### Kommunalpolitik
Egon Rieble bekleidete folgende Ämter:
- Kulturreferent des Landkreises Rottweil
- Stadtrat in Rottweil
- Ortschaftsrat  in  Göllsdorf

## Auszeichnungen
- Verdienstmedaille des Bundesverdienstkreuzes
- Sebastian-Sailer-Medaille des Schwäbischen Albvereins für Verdienste um die Mundart